# Фадзила Любабул Болкиах
Фадзила Любабул Болкиах (малайск. Fadzilah Lubabul Bolkiah; род. 23 августа 1985, Бандар-Бруней) — брунейская принцесса, нетболистка, дочь султана Хассанала Болкиаха.

## Биография

### Происхождение и образование
Родилась 23 августа 1985 года в семье султана Хассанала Болкиаха и его второй супруги Мариам Азиз.
В январе 2009 года закончила Кингстонский университет в степени магистра в области международных отношений.
В 2015 году принцесса закончила Международную школа бизнесу Хальта, получив степень магистра.

### Спортивная карьера
В составе сборной Брунея по нетболу принимала участие на чемпионате Азии 2018 года по нетболу, где сборная Брунея заняла итоговое 8-е место. 
В апреле 2019 года в составе своей команды «Rocketeers» выиграла Кубок президента по нетболу. Зимой того же года в составе сборной Брунея по нетболу играла на Играх Юго-Восточной Азии, где завоевала бронзовую медаль и вместе с командой получила денежное вознаграждение.

### Семья
16 января 2022 года вышла замуж за Абдуллу Набиля Махмуда Аль Хашими; свадебные торжества продолжались в течение 10 дней.